# Fjällräven
Fjällräven — шведська компанія, що спеціалізується на спорядженні для пішого туризму, в основному на одязі і рюкзаках. Була заснована в 1960 році Оке Нордін (швед. Åke Nordin, 1936—2013). Першим продуктом компанії був рюкзак із зовнішнім каркасом. Він виявився як комфортним, так і міцним, і, поряд з верхнім одягом з наметового матеріалу, приніс бренду його популярність. Різноманітні версії рюкзака Kånken і на сьогоднішній день є найбільш відомими продуктами компанії. Ринок збуту компанії розташований переважно в країнах Північної Європи.

## Історія
У віці 14 років Оке Нордін з Ерншельдсвіка на півночі Швеції розчарувався в дизайні незручного рюкзака, який він мав намір взяти з собою в запланований похід влітку 1950 року в Діканес, невелике поселення в горах Вестерботтен. Провівши невелике дослідження, він дізнався, що рюкзак повинен розташовуватися високо і близько до хребта власника. Використовуючи педальну швейну машинку Singer своєї матері, він зробив сумку з міцного бавовняного матеріалу в підвалі своїх батьків. Він прикріпив її до дерев'яного каркасу, використовуючи шкіряні ремені з телячої шкіри, в якості підтримуючих ременів. Рама краще розподіляла навантаження по його спині і збільшувала вентиляцію між ним і рюкзаком. До того ж він міг нести більш важкий рюкзак.
Винахід Нордіна привернув увагу корінних саамів, один з яких попросив Нордіна зробити йому рюкзак, а потім намет.
Під час служби в шведських збройних силах він зрозумів, що на ринку є місце для міцного і легкого рюкзака. В результаті, звільнившись з армії, він заснував Fjällräven в 1960 році і спочатку працював в підвалі своєї сім'ї.
У 1983 році компанія внесла себе в позабіржовий список Стокгольмської фондової біржі.
До 1996 року обсяг продажів досяг 133 мільйонів шведських крон (20,3 мільйона доларів США), з яких 71 % припадало на експорт.
У 2002 році після купівлі виробника одягу Tierra AB і роздрібних мереж Friluftsbolaget AB і Naturkompaniet AB в 2001 році, група Fjällräven змінила назву на Fenix Outdoor. Fjällräven зберегла свою індивідуальність бренду.
У 2012 році Fjällräven відкрив свій перший магазин в Нью-Йорку.
У 2013 році засновник компанії Оке Нордін помер у віці 77 років.
Fjällräven має сильні позиції на ринку нордичних країн. Також він представлений в інших країнах Європи. Станом на 2017 рік продукція Fjällräven доступна більш ніж в 40 країнах.

## Продукція
Fjällräven в перекладі з шведської означає «песець»; продукцію компанії можна впізнати за логотипом з зображенням тварини. На більшості продуктів Fjällräven також є невеликий шведський прапор, зазвичай розташований на шві.
Оригінальний продукт Fjällräven був першим комерційним рюкзаком з зовнішньою рамкою. Він використовував алюмінієвий каркас.
Більша частина продукції Fjällräven виготовляється з матеріалу G-1000, випущеного в 1968 році. До його складу входить 65 % поліестеру і 35 % бавовни.

### Fjällräven Kånken
Рюкзак Fjällräven Kånken є найбільш продаваним продуктом компанії Fjällräven. Спочатку він був розроблений як реакція на дослідження 1977 року про зростаючу кількість повідомлень про те, що у шведських школярів з'являються проблеми зі спиною через їх більш традиційні рюкзаки. Легкий і прямокутний, але місткий рюкзак, який був випущений в 1978 році, був спробою Fjällräven розв'язувати цю проблему.